# Torre Sauchie

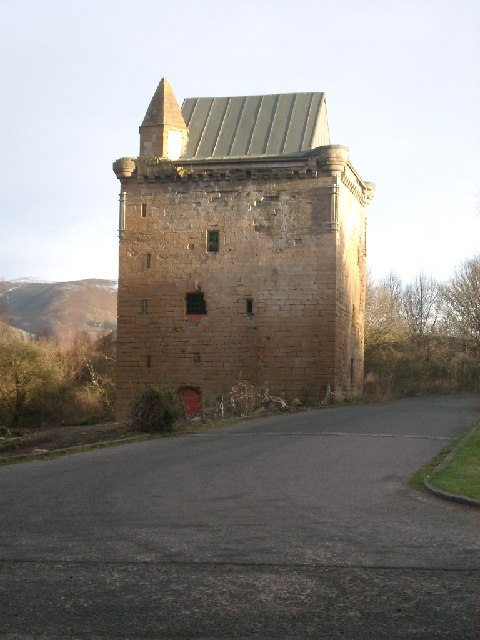
Torre Sauchie, Escócia.

A Torre Sauchie ou Torre Devon (em inglês:  Sauchie Tower) é uma torre do século XV atualmente em ruínas localizada em Alloa, Clackmannanshire, Escócia.
Encontra-se classificada na categoria "A" do "listed building" desde 9 de junho de 1960.